# Per Naroskin
Per Naroskin, född 25 september 1959, är en svensk psykolog, psykoterapeut, författare, ståuppkomiker och föreläsare.
Naroskin medverkar bland annat i olika program i Sveriges Radio, däribland Spanarna, och var 2006 värd i radioprogrammet Sommar. Per Naroskin har gjort flera säsonger av sin egen radioserie Känsligt läge i P1. Han är krönikör i Modern Psykologi och svarar på brevfrågor i M Magasin.
Under 2012-13 turnerade han med Niklas Strömstedt i showen Strömstedt och Freud. 2014 visades föreställningen i SVT2.
Per Naroskin är sambo med Sissela Kyle.